# ノッテボーム事件

国際司法裁判所がおかれている平和宮

ノッテボーム事件（ノッテボームじけん、英語:Nottebohm Case、フランス語:Affaire Nottebohm）とは、1951年12月17日にリヒテンシュタインがグアテマラに損害賠償などを求めて国際司法裁判所に提訴をし、1955年4月6日に本案判決が下された国際紛争である。リヒテンシュタイン国内法に基づいてドイツ人がリヒテンシュタインに帰化したことが、第三国グアテマラに対抗しうるかが争点となり、国際法上の国籍付与の要件などが示された。

## 経緯
フリードリヒ・ノッテボームは、1881年にドイツハンブルクに生まれたドイツ人であった。1905年、ドイツ国籍を保有したままグアテマラに移住し、そこに生活の基盤を置いて商業や金融業に携わった。ドイツには事業のためにときどき帰国するなどのつながりがあった。しかしノッテボーム自身は、事件が発生したとされる1943年まで、グアテマラに住所を置いていた。

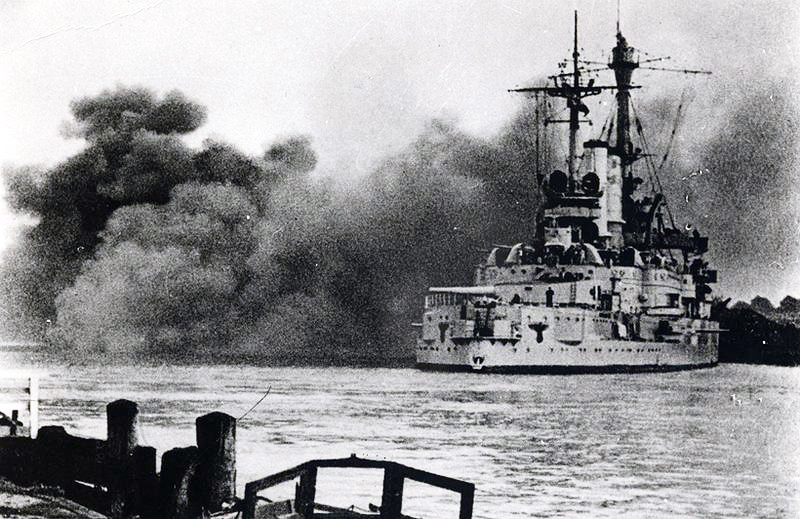
1939年9月1日、ポーランド軍に砲撃するドイツの軍艦。ノッテボームはこの直前にドイツに渡った。

1939年9月1日、ドイツがポーランドに侵攻し、第二次世界大戦が勃発した。ノッテボームはこの直前にドイツに渡り、その後リヒテンシュタインのファドゥーツを何度か訪れた。10月9日、ノッテボームはリヒテンシュタインへの帰化申請を行った。リヒテンシュタインでは、国籍法で帰化条件の一つに3年間国内に居住することを定めていたが、ノッテボームは帰化税と共同体加入金を支払うことによってこの条件を免除され、10月13日にはリヒテンシュタイン公の決定に基づき、リヒテンシュタイン政府からノッテボームが帰化した旨の証明書が発給された。また、ハンブルク市はノッテボームがドイツ国籍を喪失したことを示す文章を発給している。
ノッテボームはリヒテンシュタイン人として同国のパスポートを取得し、1939年12月1日に在チューリッヒグアテマラ総領事から査証を受けて翌年グアテマラに戻り、以前の事業を再開した。グアテマラ入国後ノッテボームはグアテマラ外務省にリヒテンシュタイン国籍を取得したことを通知し、グアテマラの外国人登録簿にこの国籍変更が記載された。
グアテマラとドイツは1941年から交戦状態にあり、1943年になるとグアテマラはノッテボームを敵国人として逮捕した。その後ノッテボームの身柄はアメリカ合衆国に移送され、1946年までそこで抑留生活を送った。戦争が終了し解放されたノッテボームはグアテマラに入国しようとするが、グアテマラ政府は入国を拒否、やむなくリヒテンシュタインへ向い、その後そこで生活を送ることとなる。
1944年12月20日、グアテマラはリヒテンシュタインによるノッテボームへの国籍付与を認めない旨を宣言した。また同年、グアテマラでは同国国内にあるノッテボームの財産を収用するために多数の裁判が起こされた。1949年には戦争によって生じた事項の精算に関する法律が制定され、最終的にグアテマラ政府は補償なしにノッテボームの財産を収用した。
1951年12月17日、ノッテボームの請求に基づき、リヒテンシュタイン政府はノッテボームの財産返還とリヒテンシュタインに対する損害賠償を求めて、グアテマラを国際司法裁判所に提訴した。

## 両国の主張
リヒテンシュタインの主張
- ノッテボームの帰化は国際法に違反していない[1]。
- グアテマラは、総領事による査証や外務省による外国人登録簿の記載など、ノッテボームへの国籍付与を認める行為を既に行っており、にもかかわらずこの国籍付与に異を申し立てるのは禁反言の法理に反する[2]。

グアテマラの主張
- ノッテボームへの国籍付与はリヒテンシュタイン国内法上不当である[1]。
- 同国籍付与は、国籍に関する国際法原則にも違反する[1]。
- 同国籍付与は、中立国国民の地位を得たいがための詐欺的行為であり、リヒテンシュタインはノッテボームに対する外交的保護権を持たない[1]。

## 判決要旨
国際司法裁判所が下した判決を概説する。

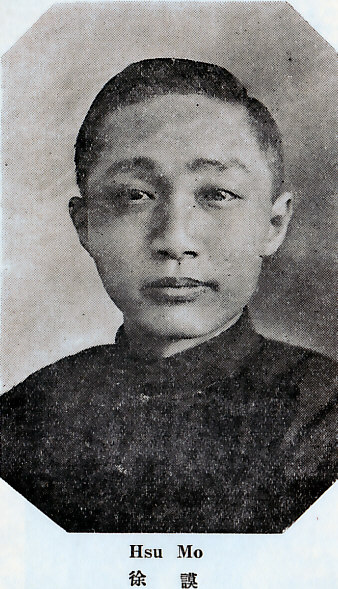
裁判官を務めた徐謨

- 国籍付与自体は各国の裁量にゆだねられた国内管轄事項であるが、ここで問題となっているのは国籍付与の国内法的効果ではなく国際法的効果であり、リヒテンシュタインの国内法上違法かどうかを判断する必要はない[1]。
- 総領事による査証や外務省による外国人登録簿記載といった行為は、入国を円滑に行うなどのための行為であって、リヒテンシュタインによる外交的保護権とは何ら関係がないため、リヒテンシュタインがノッテボームのために外交的保護権を行使することをグアテマラが承認したと示す行為は確認できない[1]。事実、グアテマラは1944年にこの国籍付与を認めない意思を明確に表明している[2]。
- 帰化は軽々しくなされるべき行為ではない[1]。国内法に基づく国籍付与を他国に主張する場合、国家と個人の実効的結びつきが存在する場合にしか、他国に対してその主張は対抗しえない（「真正な結合」理論）[2]。
- グアテマラと交戦状態にあったドイツの国籍を放棄することが、リヒテンシュタイン国籍取得の動機であったということを示す証拠はない[1]。しかしノッテボームは帰化申請までの約34年間もの間グアテマラに居住し、実質的にグアテマラに本拠を置いていた[2]。対照的にリヒテンシュタインとのつながりは極めて薄く、つながりと言えば兄弟の一人が居住していることと、数度滞在した経験があるだけであり、帰化申請時にはリヒテンシュタインに住所もなく、国籍取得後はグアテマラに入国する意思を示した[1]。国内法に基づいてリヒテンシュタインが国籍付与を行ったことを、グアテマラが尊重しなければならないほどの密接な結びつきは、リヒテンシュタインとノッテボームの間には存在しない（真正な結合の欠如）[1]。
- リヒテンシュタインの請求は受理できない[2]。

## 批評
ドイツ国籍を喪失したノッテボームの場合、リヒテンシュタイン国籍が認められないとすれば、彼は無国籍者と同じ状況に置かれてしまい、結局どの国からも外交的保護を受けることができない状況になってしまうという点で、本判決で示された「真正な結合」理論は批判されることがある。